# Emmanuel Marie Fréteau de Saint Just
Emmanuel Marie Michel Philippe Fréteau de Saint Just (Vaux-le-Pénil, 1745 – Vaux-le-Pénil, 14 giugno 1794) è stato un politico francese.

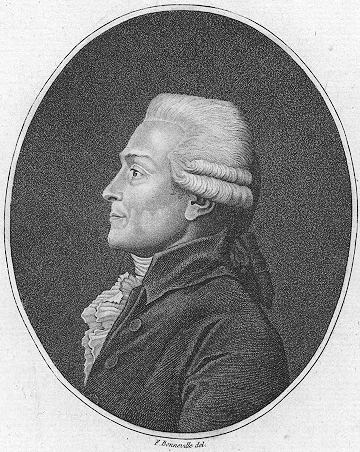
Fréteau de Saint-Just

Signore di Vaux-le-Pénil e di Saint-Liesne, fu eletto dal suo ordine, il 20 marzo 1789, deputato della nobiltà di baliato di Melun e Moret-sur-Loing agli Stati Generali del 1789.
Era già un personaggio noto: consigliere al Parlamento di Parigi, sostenne la necessità di resistere agli Editti di Loménie de Brienne; per questo, fu imprigionato a Doullens nel 1788. Con tale fama di illuminista monarchico, la nobiltà liberale della regione di Melun, ostile alla Corte, fece convergere su di lui i suoi voti nella primavera del 1789.
A Versailles, si unì alla fazione dei nobili contrari all'assolutismo e favorevoli all'unione dei tre ordini in un'unica Assemblea nazionale. Prese più volte la parola, tanto che il caustico Mirabeau lo soprannominò «la comare Fréteau». Eletto due volte presidente dell'Assemblea, fu tra i promotori di coloro che intendevano dare al Re il titolo costituzionale di «Re dei francesi».
La svolta radicale impressa alla Rivoluzione dopo il 10 agosto 1792 lo trovò in disaccordo e si ritirò nelle sue terre di Vaux-le-Pénil, acquistate dal nonno Héracle fin dal 1728, sul quale il padre fece costruire un castello tuttora esistente. Continuò tuttavia a partecipare alla vita comunale: caduto in sospetto di attività controrivoluzionarie durante il Terrore, fu arrestato il 4 maggio 1794 e ghigliottinato il successivo 14 giugno.